# Иероним Брауншвейгский
Иероним Брауншвейгский или Бруншвиг (Hieronymus Brunschwig, ок. 1450 — ок. 1512 1513 или 1530) — германский хирург (wundarzt), ботаник и алхимик. Бруншвиг известен как автор получивших широкую известность работ по анатомии, обработке ран, приготовлению лекарств и лабораторным технологиям.

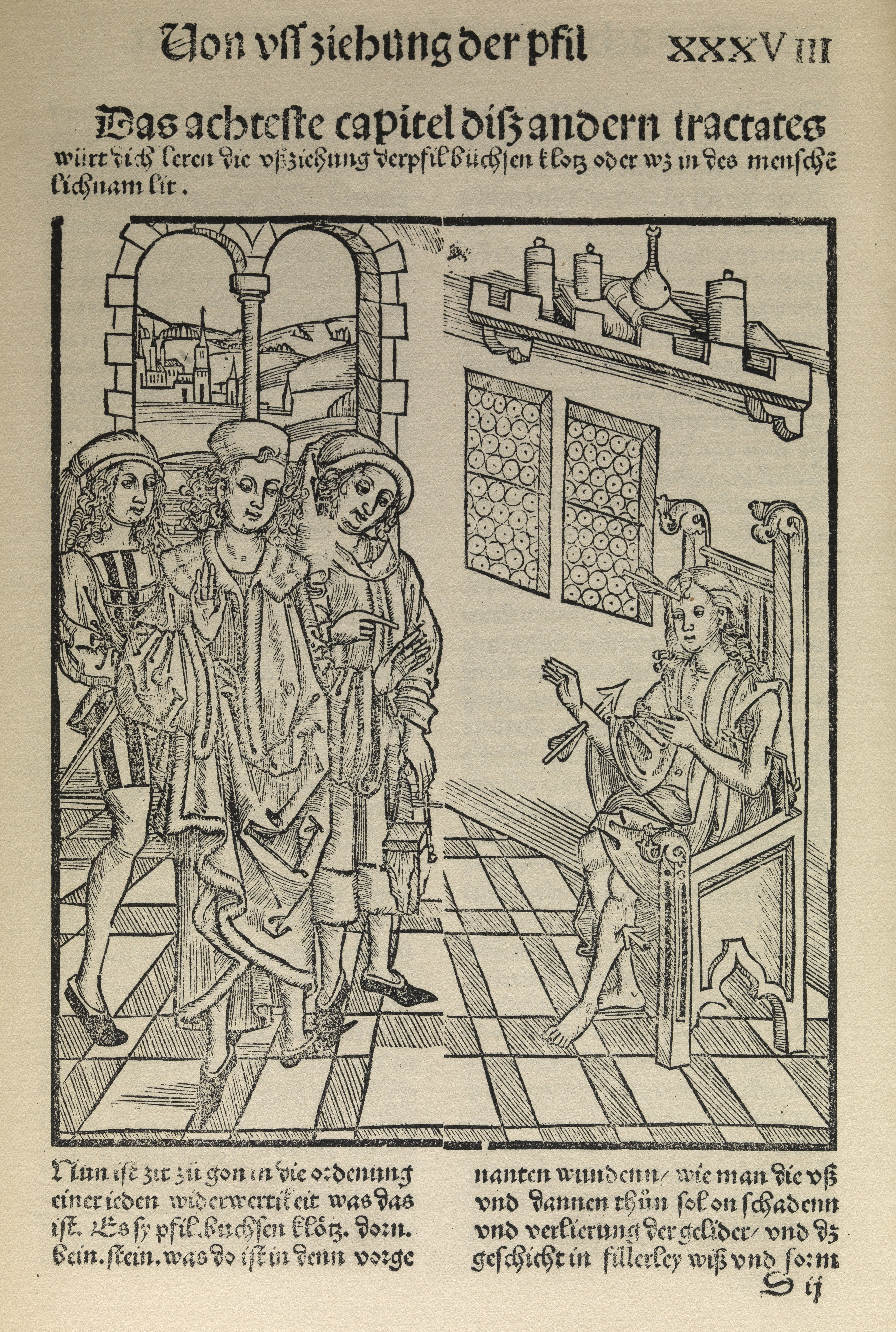
Хирург посещает раненого стрелой в руку, иллюстрация из «Das Buch der Cirugia»

Иероним Брауншвейский родился около 1450 года в свободном имперском городе Страсбурге. Достоверных сведений о его жизни не сохранилось. Некоторые автобиографические заметки в «Книге хирургии» («Das Buch der Cirugia») позволяют предположить, что Иероним получил образование в Болонье, Падуе и Париже, а затем участвовал в Бургундских войнах на стороне противников Карла Смелого, но подтверждений тому нет. Получив образование, Иероним много путешествовал по провинциям Священной Римской империи, практикуясь в хирургии и углубляя свои познания в медицине, особенно в дистилляции. В дальнейшем Бруншвиг не уточнял источники своих познаний. Нельзя с уверенностью утверждать, что опыт военного хирурга Иероним получил в ходе боевых действий — историк медицины профессор Филипп Эрнигу (Philippe Hernigou) полагает, что выполненные им описания ран преимущественно не основаны на личных наблюдениях. В конце XV века он вернулся в родной Страсбург, где и умер.
В отличие от трудов хирургов-предшественников, например Генриха фон Пфальцпайнта, произведения Иеронима имеют прочную основу в предшествующей медицинской традиции, как средневековой европейской (Гвидо Ланфранк, Гульельмо да Саличето, Ги де Шолиак, Анри де Мондевиль), так и арабской (Авиценна, Абу Бакр Мухаммад ар-Рази, Абу-ль-Касим аз-Захрави, Абу Закария Юханна ибн Масаваих) и античной (Гален). Будучи хорошо знаком со взглядами предшественников, Иероним мог их аргументированно критиковать в своей «Хирургии» (1497), приобретшей популярность не в последнюю очередь благодаря обилию превосходных иллюстраций. Получили признание предложенные Иеронимом методы лечения ран от стрел и открытых переломов. Также он пропагандировал остеоклазию, то есть повторный перелом неправильно сросшихся костей.
Большое значение имели написанные Иеронимом две книги о дистилляции, «Liber de arte distillandi de simplicibus» или «Малая книга о дистилляции» (1500) и её расширенная версия «Liber de arte distillandi de compositis» (1512). «Малая книга» имела большой коммерческий успех, и до 1568 года выдержала 16 изданий и оказала значительное влияние на развитие немецкой и английской алхимии. Также книга под названием «Травник» переводилась на русский язык.